# Carl Krahn
Carl Krahn (* 21. Februar 1881 in Bremen; † 24. Februar 1956 in Bremen) war ein deutscher Architekt.

## Biografie
Krahn war Sohn eines Bremer Bauunternehmers. Er studierte an der Technischen Hochschule (Berlin-)Charlottenburg und wurde nach einem Referendariat und dem bestandenen 2. Staatsexamen 1908 zum Regierungsbaumeister (Assessor in der öffentlichen Bauverwaltung) ernannt. Er verfolgte die Beamtenlaufbahn aber offenbar nicht weiter und arbeitete später freiberuflich als Architekt in Bremen.
Er war ein Vertrauter des Bremer Kaufmanns Friedrich Missler und baute für ihn Auswandererhallen, Beamtenwohnhäuser und ein Wohnhaus.

Er wurde auf dem Riensberger Friedhof beerdigt.

## Werk
- 1907: Geschäftshaus und Hotel in Bremen, Walsroder Straße 3/5/7 (nicht erhalten)
- 1907: Wohn- und Geschäftshaus in Bremen, Walsroder Straße 8[2]
- 1907: Wohn- und Geschäftshaus in Bremen, Walsroder Straße 6[2]
- 1907: Wohnhaus mit Bäckerei in Bremen, Walsroder Straße 10[2]
- 1907: Gebäudegruppe in Bremen, Osterstraße 48–50, Friedrich-Ebert-Straße 11–13, Rückertstraße 2[3]
- 1909: Beamtenhäuser der Bremer Auswandererhalle[4]
- 1910–1911: Landhaus Missler auf Achterberg, Lüneburger Heide[5]
- 1911: Landhaus Wertgen Harpstedt, Dötlingen[6]
- 1911: Wettbewerbsentwurf für einen Wasserturm[7]
- 1911: Gartenhaus Kattenesch[6]
- 1911: Wohnhaus Missler, Außer der Schleifmühle 59/61[8]
- 1911: Mausoleum Achterberg (Bad Fallingbostel)
- 1912: Wohnhaus in Bremen, Lüder-von-Bentheim-Straße 49
- 1912: Wochenendhaus Wertgen in Dötlingen[6]
- 1912–1914: Dreihäusergruppe in Bremen, Straßburger Straße 31/35
- 1913–1914: Haus Krahn in Bremen, Lüder-von-Bentheim-Straße 51
- 1914: Landhaus Jacobs in Bremen-Farge (nicht erhalten)[9]
- 1914: Landhaus Fichtenhof in Bremen, Schönebecker Kirchweg 33[6]
- 1914: Hofmeierhaus Fichtenhof in Bremen, Schönebecker Kirchweg 31[6]
- 1915: Wohnhaus Amtsfreiheit 9 in Harpstedt
- 1915: Grabmal für Carl Heinrich Gustav Krahn in Bremen[10]
- 1916: Mehrfamilienwohnhäuser in Bremen, Walsroder Straße[11]
- 1916: Wohn- und Geschäftshaus Rhotlage in Bremen[12]
- 1920–1922: Bremer Logenhaus in Bremen, Kurfürstenallee 15
- 1922: Grabmal für Friedrich Missler in Bremen
- 1923: Wohnhaus in Bremen, Straßburger Straße 41/43
- 1923: Wohnhaus in Bremen, Brahmsstraße 13–21[6]
- 1924: Wohnhaus in Bremen, Georg-Gröning-Straße 39, 67[6]
- 1924–1925: Wohnhaus Stammer in Bremen, Parkallee 155[6]
- 1924–1926: Ensemble Gravelottestraße (Bremer Sanssouci genannt) in Bremen-Schwachhausen
- 1925–1926: Wohnhausgruppe in Bremen, Busestraße 65/67/69/71
- 1925–1926: Doppelwohnhaus in Bremen, Verdunstraße 23/25[6]
- 1926–1927: Haus Pape in Bremen, Hartwigstraße 37
- 1927–1928: Haus Meyer in Bremen, Unter den Eichen 12
- 1928: Zwei Wohnhäuser in Bremen, Lüder-von-Bentheim-Straße 45/47
- 1929: Wohnhaus in Bremen, Wachmannstraße 1/1A
- 1929–1930: Dreihäusergruppe in Bremen, Schwachhauser Heerstraße 305/307, Heinrich-Heine-Straße 6
- 1930: Wohnhaus in Bremen, Gabriel-Seidl-Straße 2/4

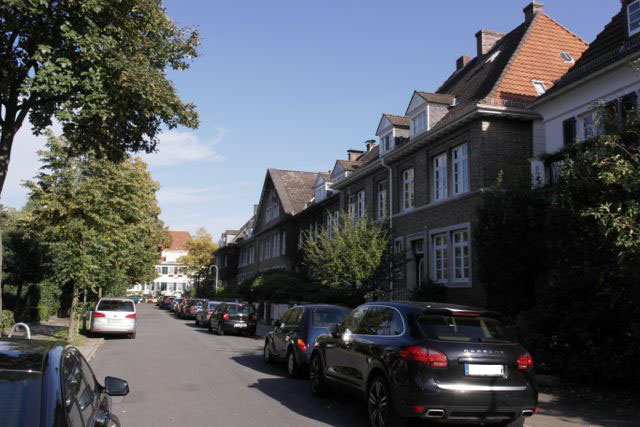
Gravelottestraße 87–101
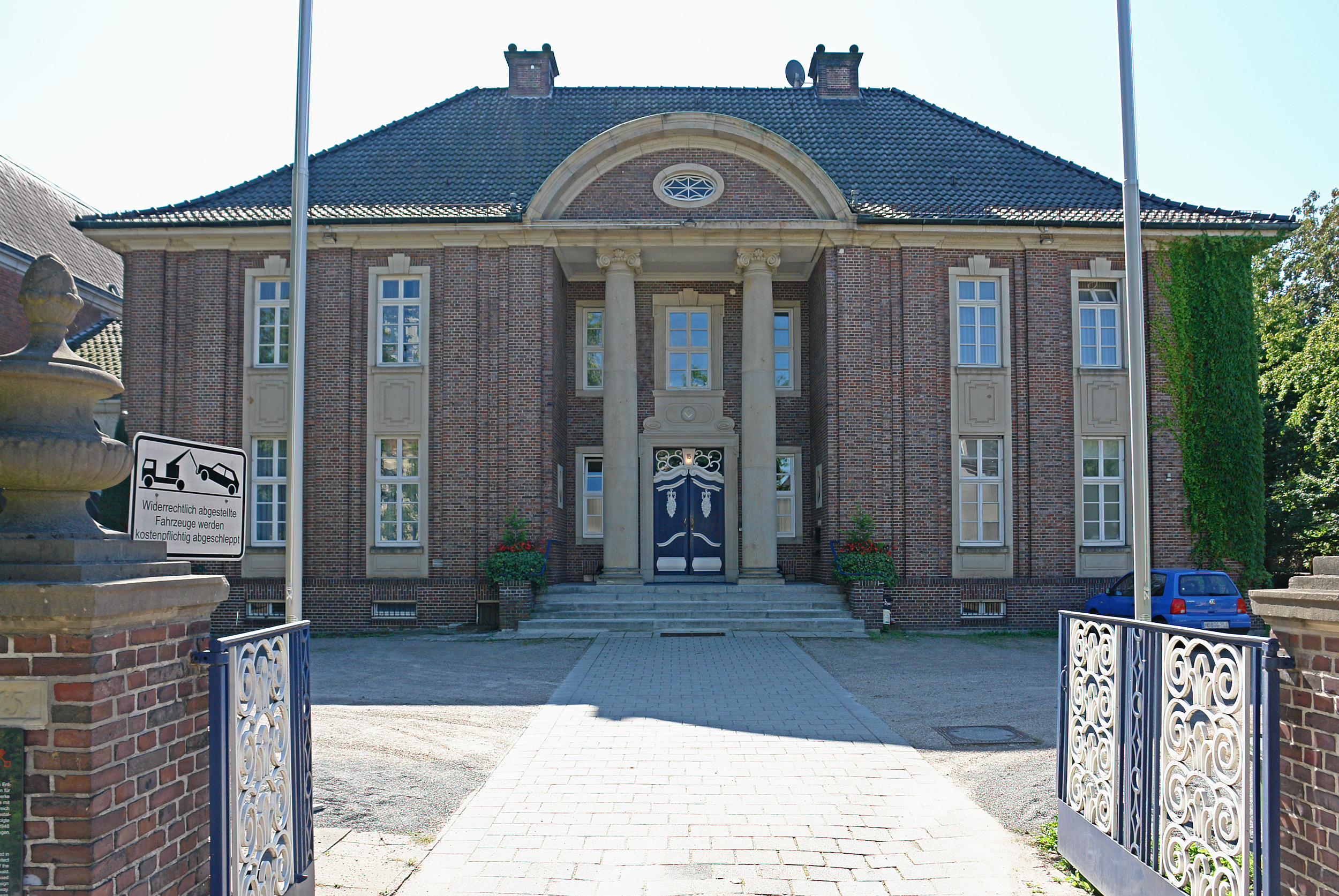
Bremer Logenhaus
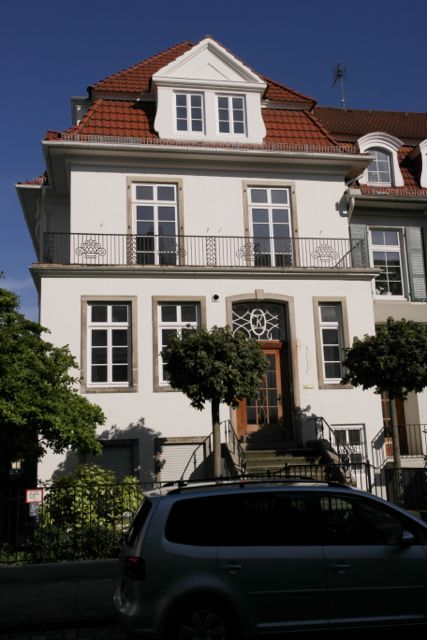
Haus Krahn
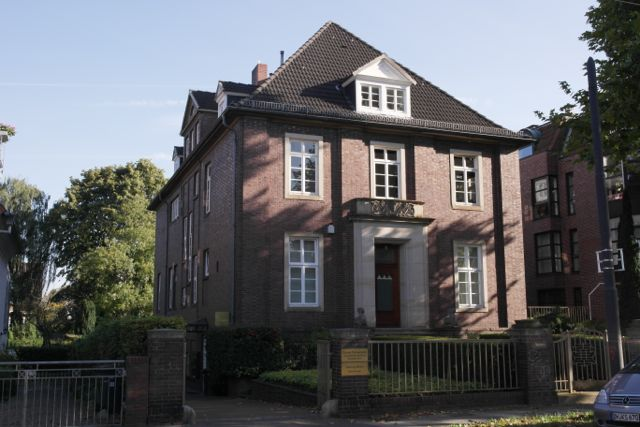
Haus Pape